# Koloman Rac
Koloman Rac (Varaždin, 19. rujna 1863. – Zagreb, 23. siječnja 1937.) hrvatski klasični filolog i prevoditelj

## Životopis
Studij klasične filologije završio u Zagrebu. Od 1885. godine radio je kao profesor na gimnazijama u Gospiću i Zagrebu. Predavao je u Klasičnoj gimnaziji u Zagrebu od 1886. do 1887., zatim od 1892. do 1895. te 1915. godine. Nakon toga je bio ravnatelj zagrebačke Donjogradske Klasične gimnazije od 1921. do 1925.

## Djela
- Život starih Grka, Matica hrvatska, Zagreb, 1902.
- Documenta historiam Croaticam spectantia, Trošak i naklada Kr. Hrv.-slav.-dalm. zemaljske vlade, Zagreb, 1909.
- Primjeri iz rimske književnosti u hrvatskom prijevodu, Tisak Kr. zemaljske tiskare, Zagreb, 1910.
- Antologija stare lirike grčke, Matica hrvatska, Zagreb, 1916.
- Izbor iz stare književnosti kršćanske, Tisak Kr. zemaljske tiskare, Zagreb, 1917.

## Nagrade
- 1894.: Nagrada iz zaklade Ivana N. grofa Draškovića, za prijevod knjige Sofoklove tragedije.[3]
- 1896.: Nagrada iz zaklade Ivana N. grofa Draškovića, za prijevod knjige Gaj Julije Cezar: Galski i Gradjanski rat.[4]